# Église Saint-Pierre de Plougras
Pour les articles homonymes, voir Église Saint-Pierre.
L'église Saint-Pierre est située à Plougras en France.

## Localisation
L'église est située sur la commune de Plougras dans le département des Côtes-d'Armor, dans la région Bretagne.

## Description
L'église est construite selon un plan cruciforme, avec appendices constitués par le porche sur la face sud et la sacristie. Le chevet est à pans coupés. Appareil de granit irrégulier. La porte d'entrée, en plein cintre, est ornée à son sommet d'un fronton triangulaire soutenu de chaque côté par des colonnes cylindriques en demi-relief. Le sommet du fronton est coupé par une niche à coquille qui repose sur la base du fronton et dans laquelle se trouve une statue. La tour carrée du clocher est ornée à son sommet d'un balcon modilloné et ajouré de petites arcades. À la hauteur de ce balcon se trouve la chambre des cloches, constituée de deux arcades ouvertes. Au sommet de la chambre des cloches se trouve un autre balcon, à balustres duquel part la flèche de pierre à crochets. Le long de la tour, de la base au premier balcon, est accolée une tourelle ronde permettant l'accès au clocher. Ce clocher s'est effondré en 1978. Le porche d'entrée présente un arc légèrement brisé, mouluré, dont la moulure supérieure est ornée de motifs sculptés. De chaque côté sont placées des colonettes surmontées de pinacles. Les rampants du pignon sont ornés de motifs sculptés. La base de chaque rampant s'agrémente de gargouilles. L'intérieur du porche renferme des fresques représentant un cortège funèbre. À l'intérieur, les lambris de la voûte sont peints et les sablières sculptées.

## Historique
Cette église date de la fin du XVe siècle et du début du XVIe siècle. Les fenestrages du XIVe siècle ont été réemployés dans la chapelle du midi. Au XVIIe siècle, construction du clocher, daté de 1681 à 1687, ainsi que du chœur.
Elle est inscrite au titre des monuments historiques par arrêté du 22 mars 1930.

## Galerie

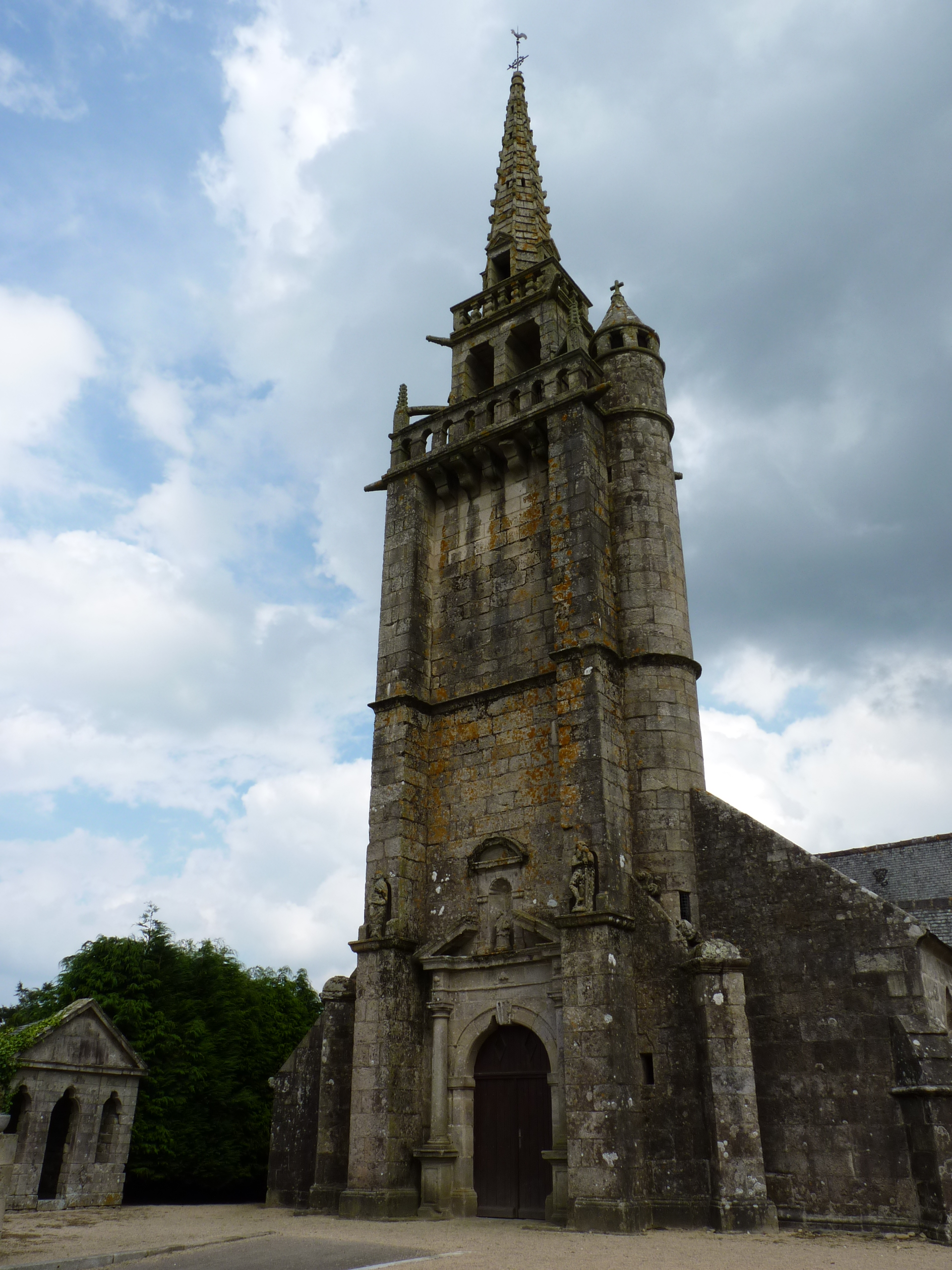
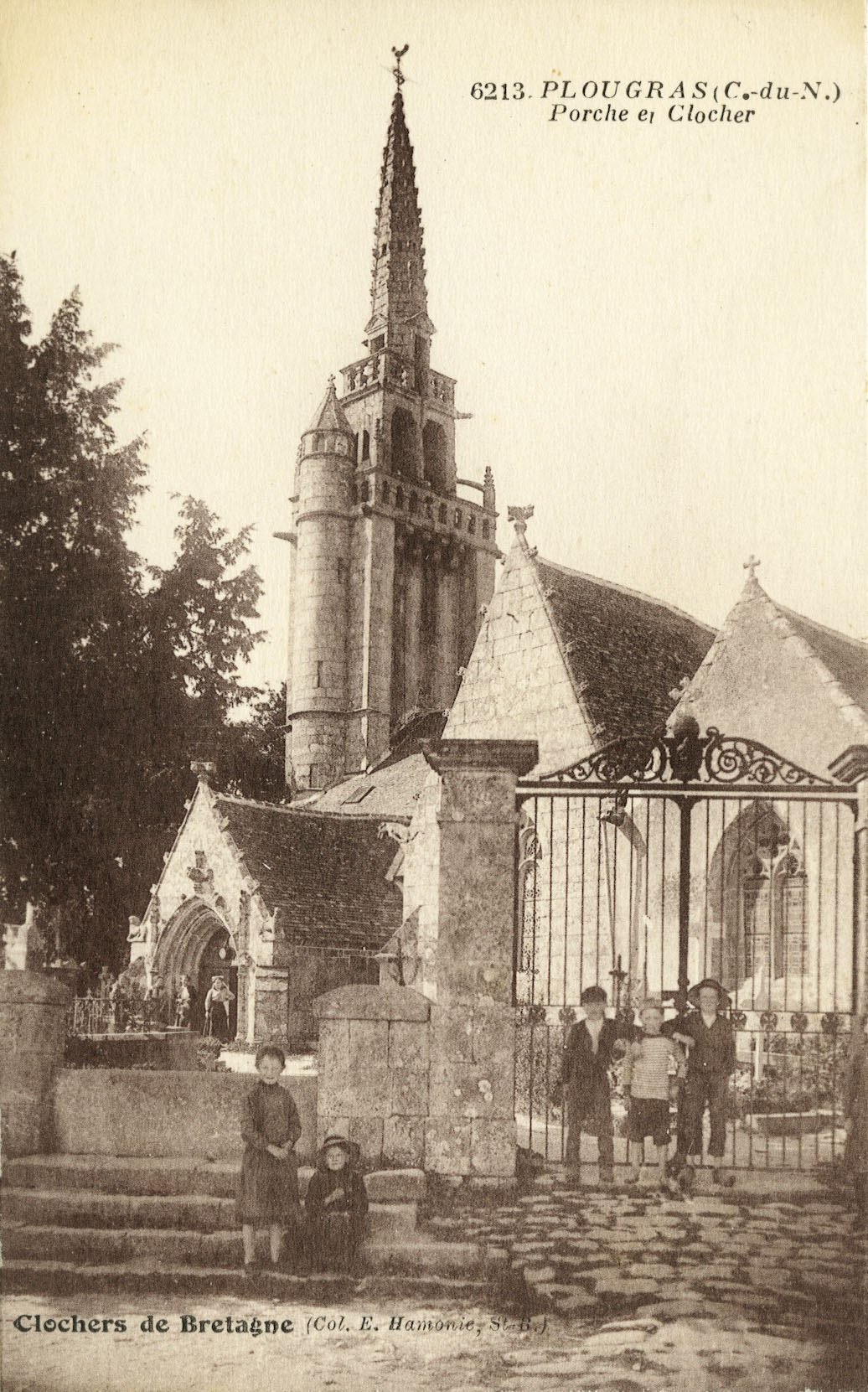
Porche et clocher (début XXe siècle)
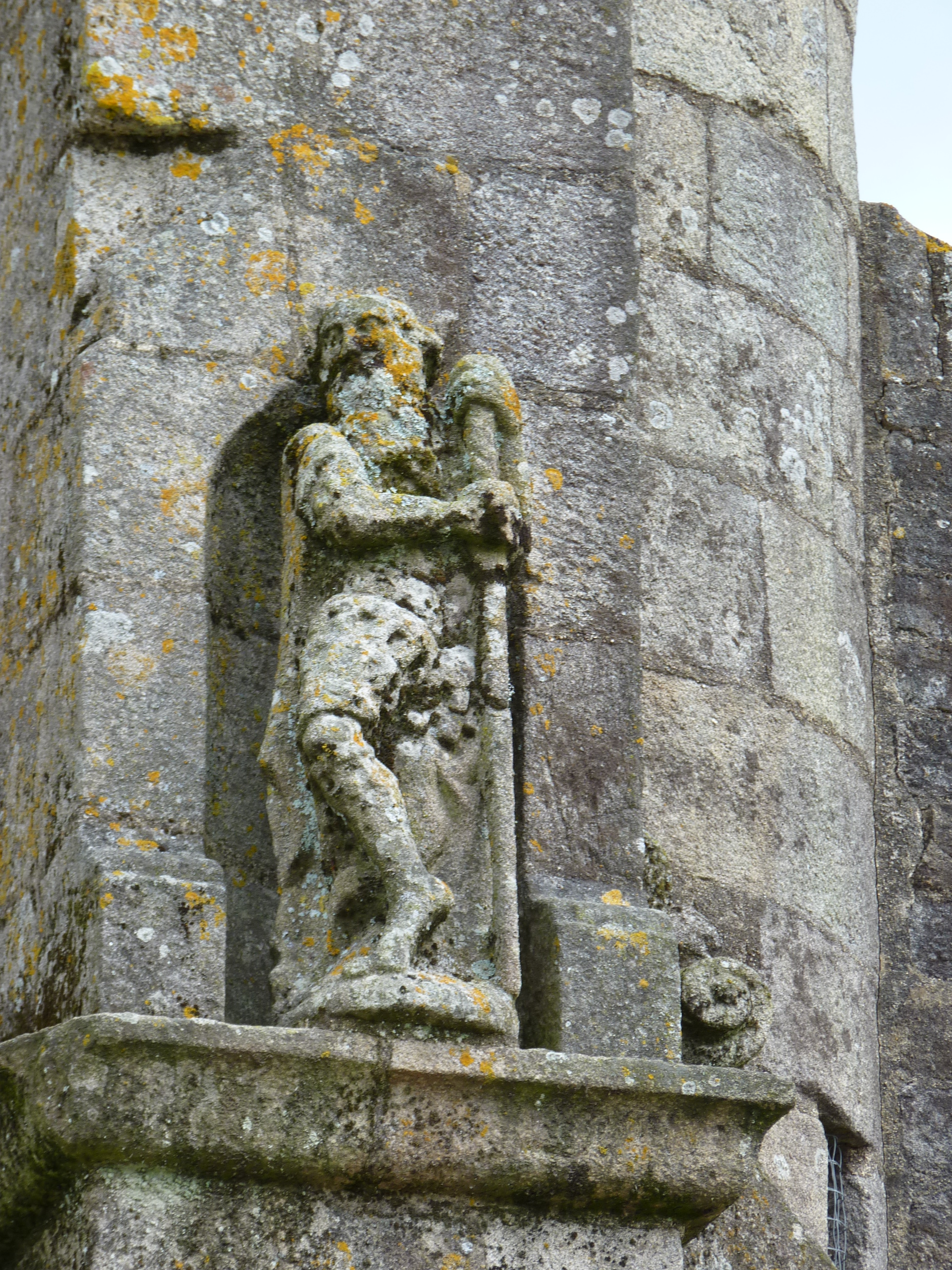
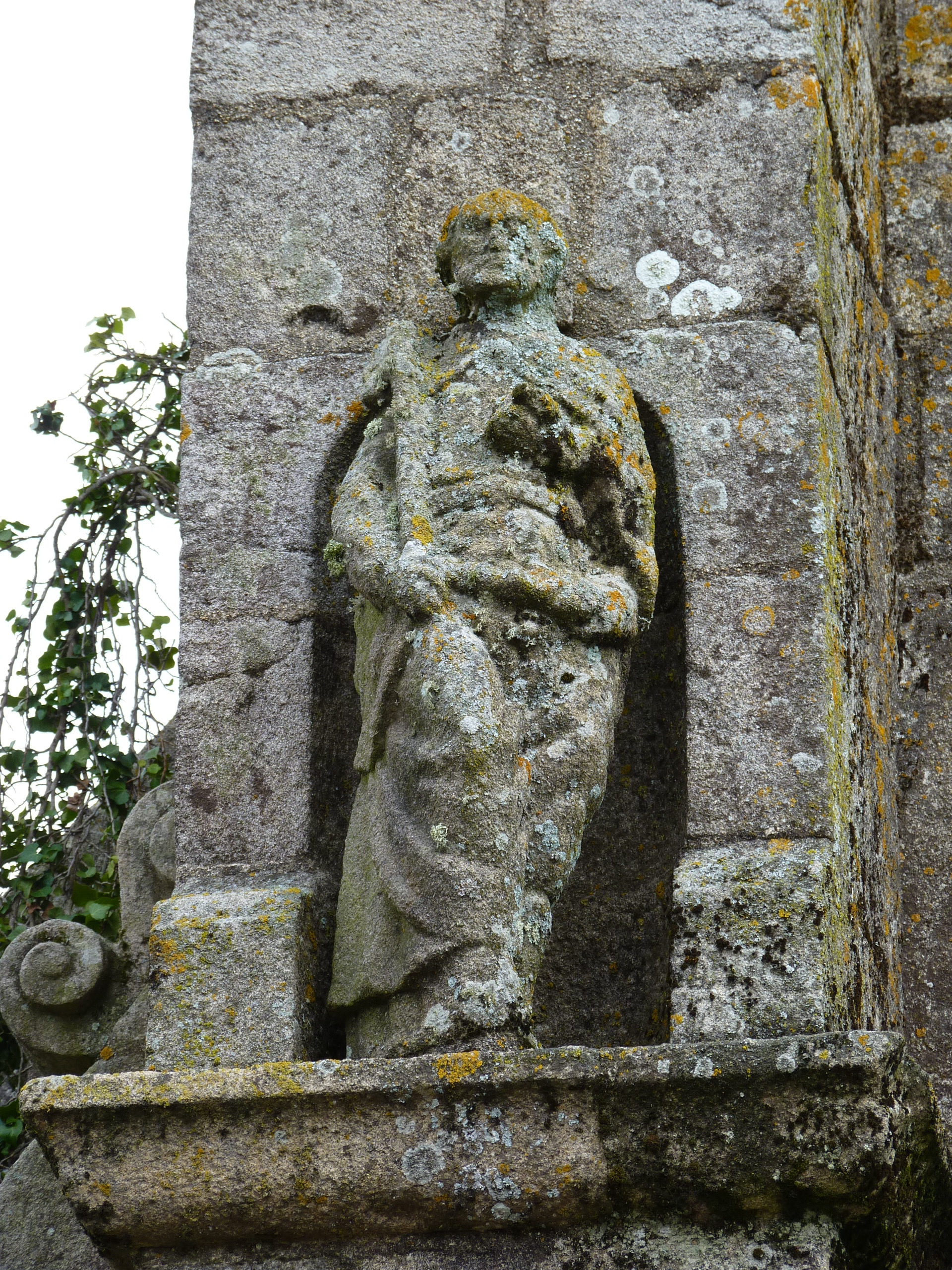
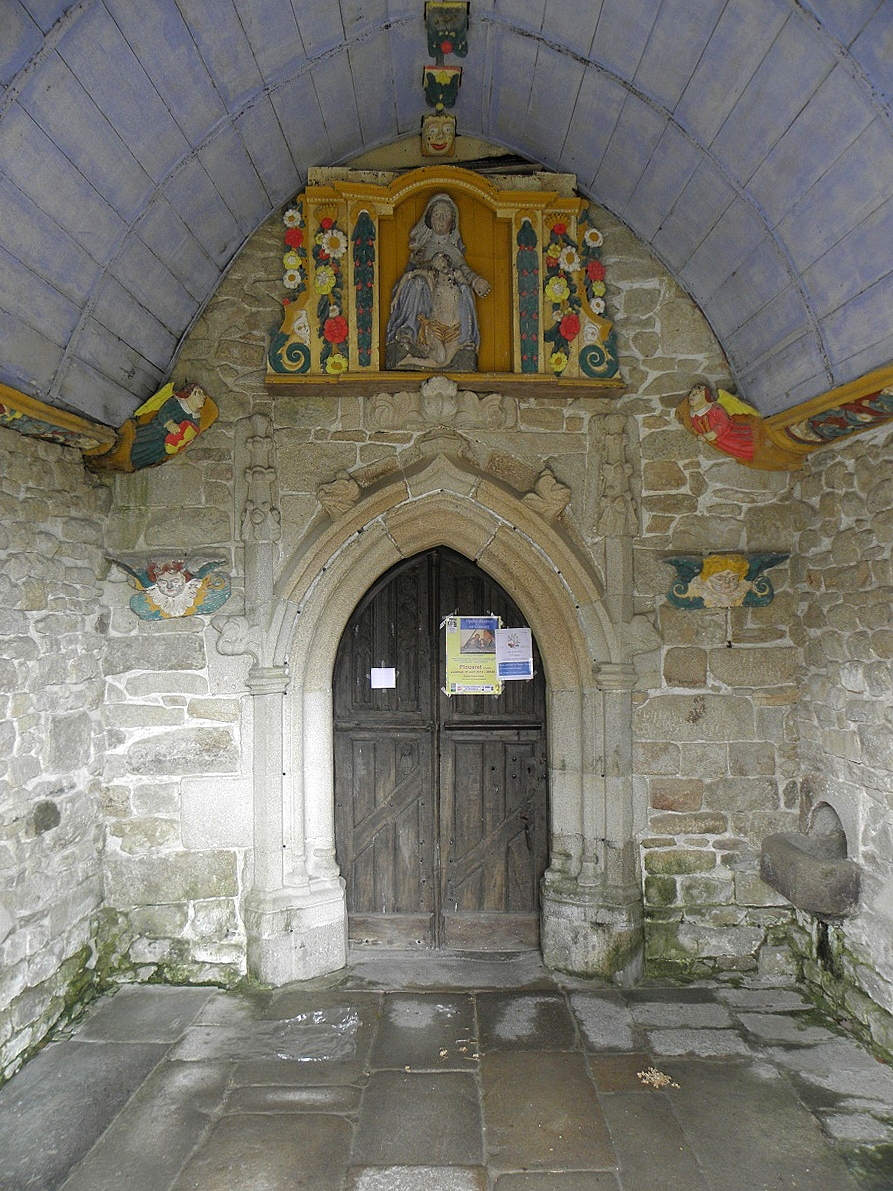
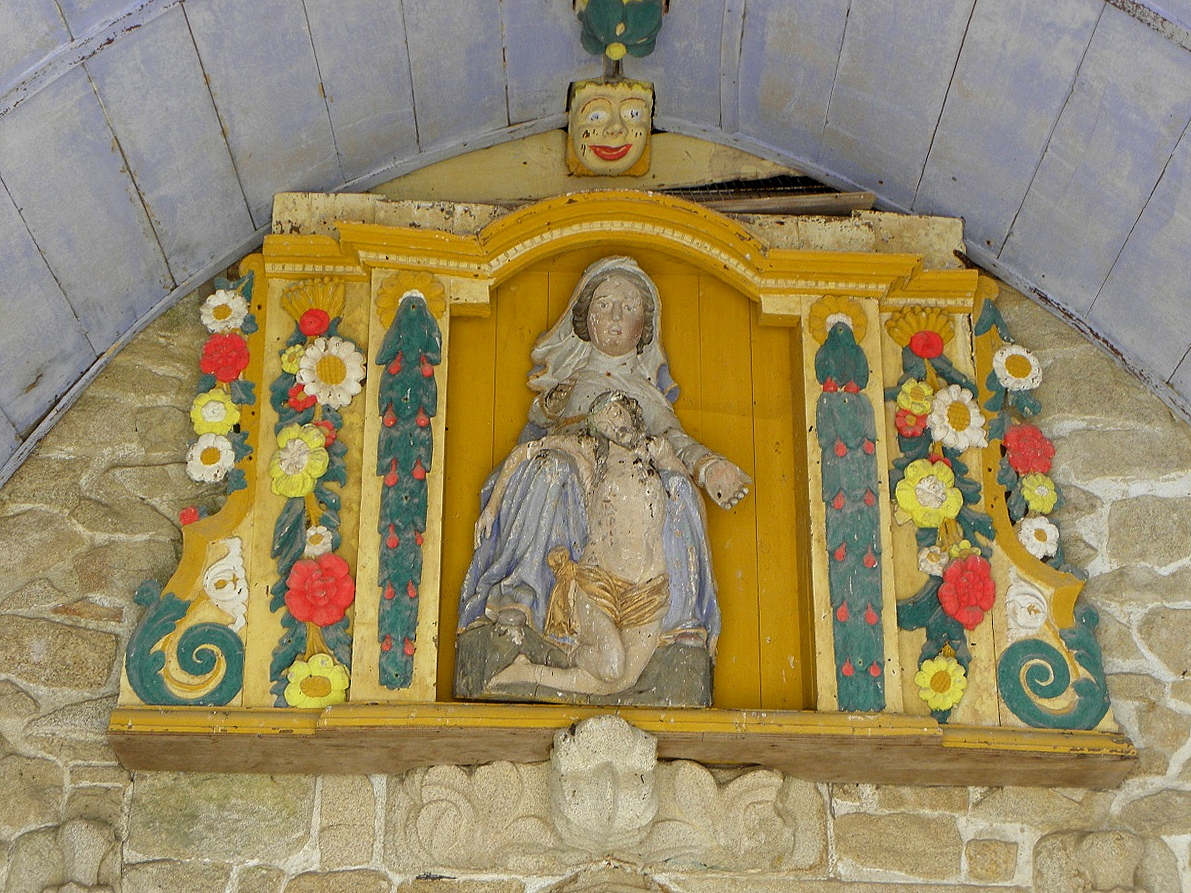
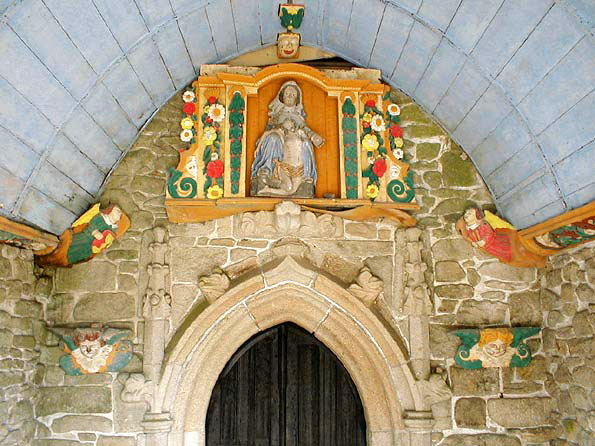